# Aellopos titan
Aellopos titan (cunoscut și ca molia sfinx titan) este o specie de molie din familia Sphingidae. Este răspândită din Maine (Statele Unite) prin America Centrală și până în Argentina și Uruguay (America de Sud).

## Descriere
Anvergura este de 55–65 mm. Corpul este brun-închis cu o linie albă mare pe abdomen. Aripile au aceeași culoare, iar cea de sus are două fâșii cu multe puncte albe. 

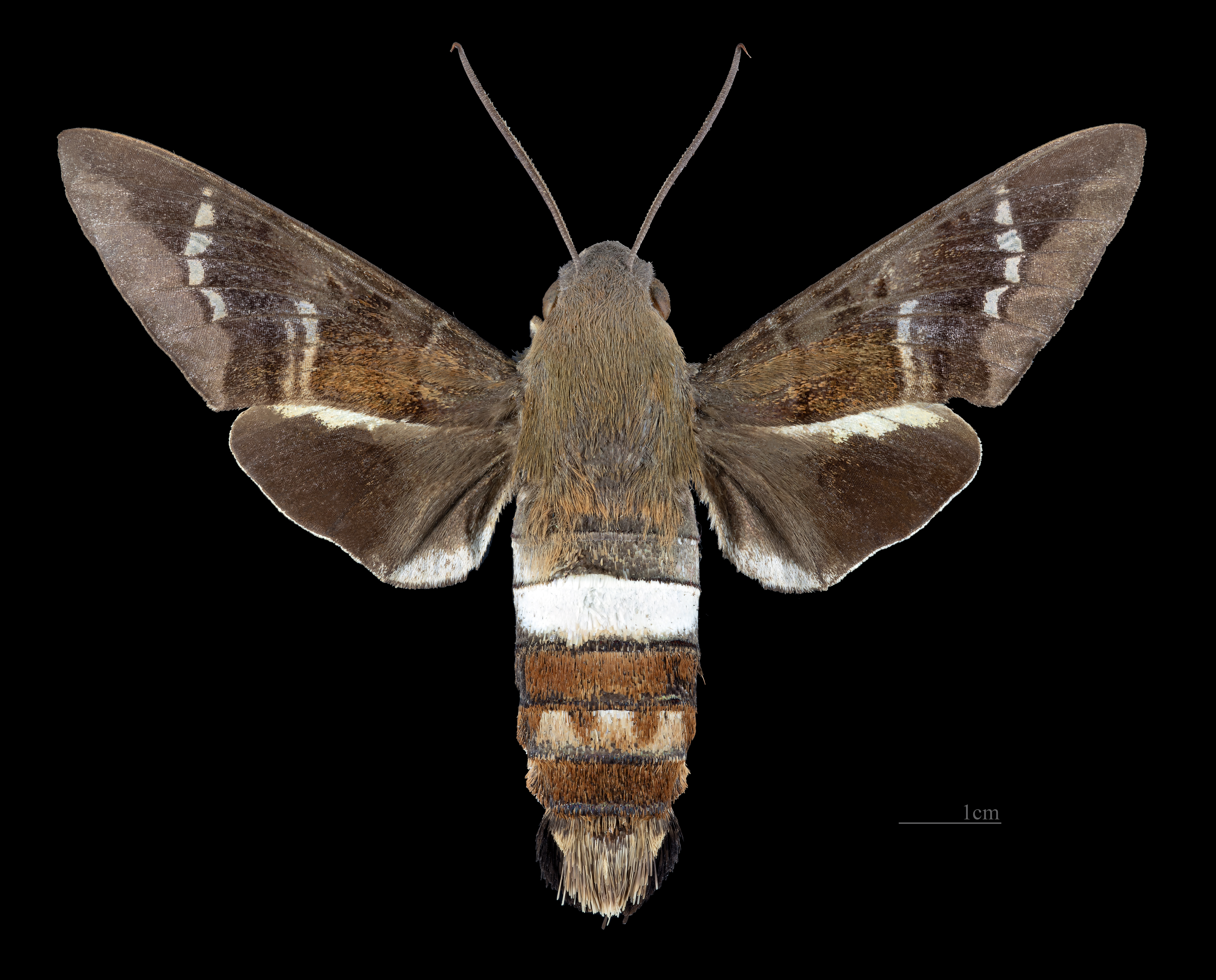
Aellopos titan ♂
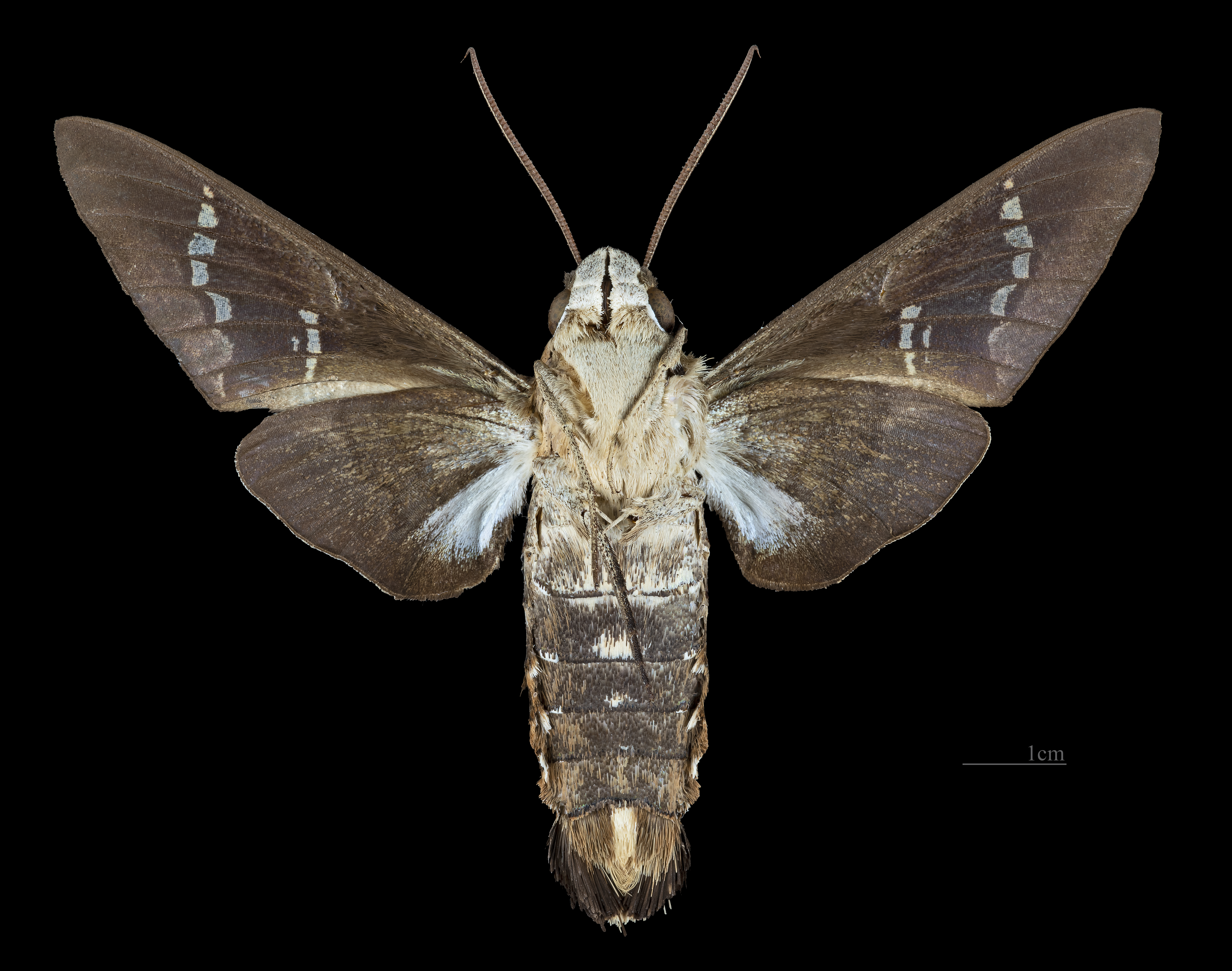
Aellopos titan ♂   △
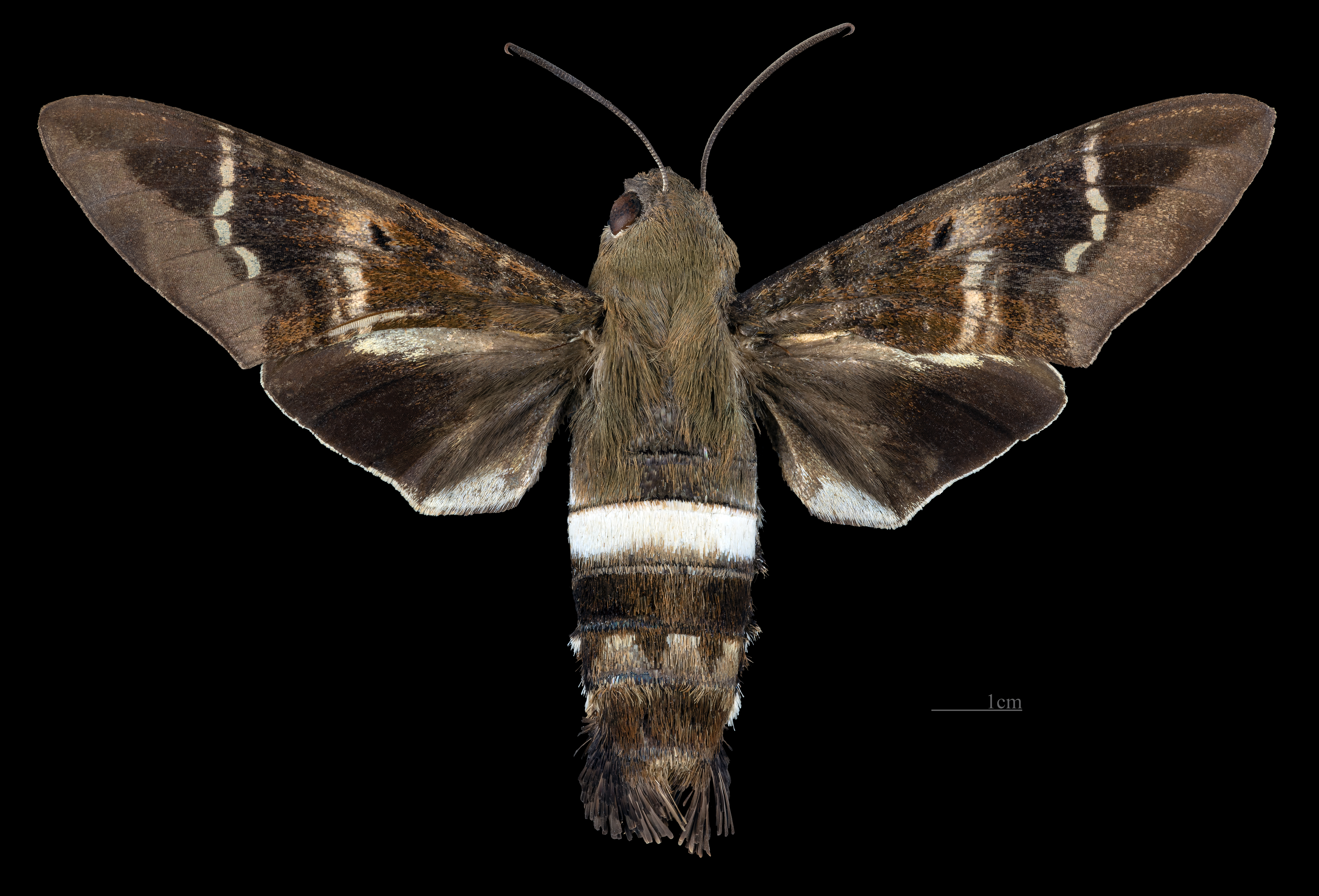
Aellopos titan   ♀
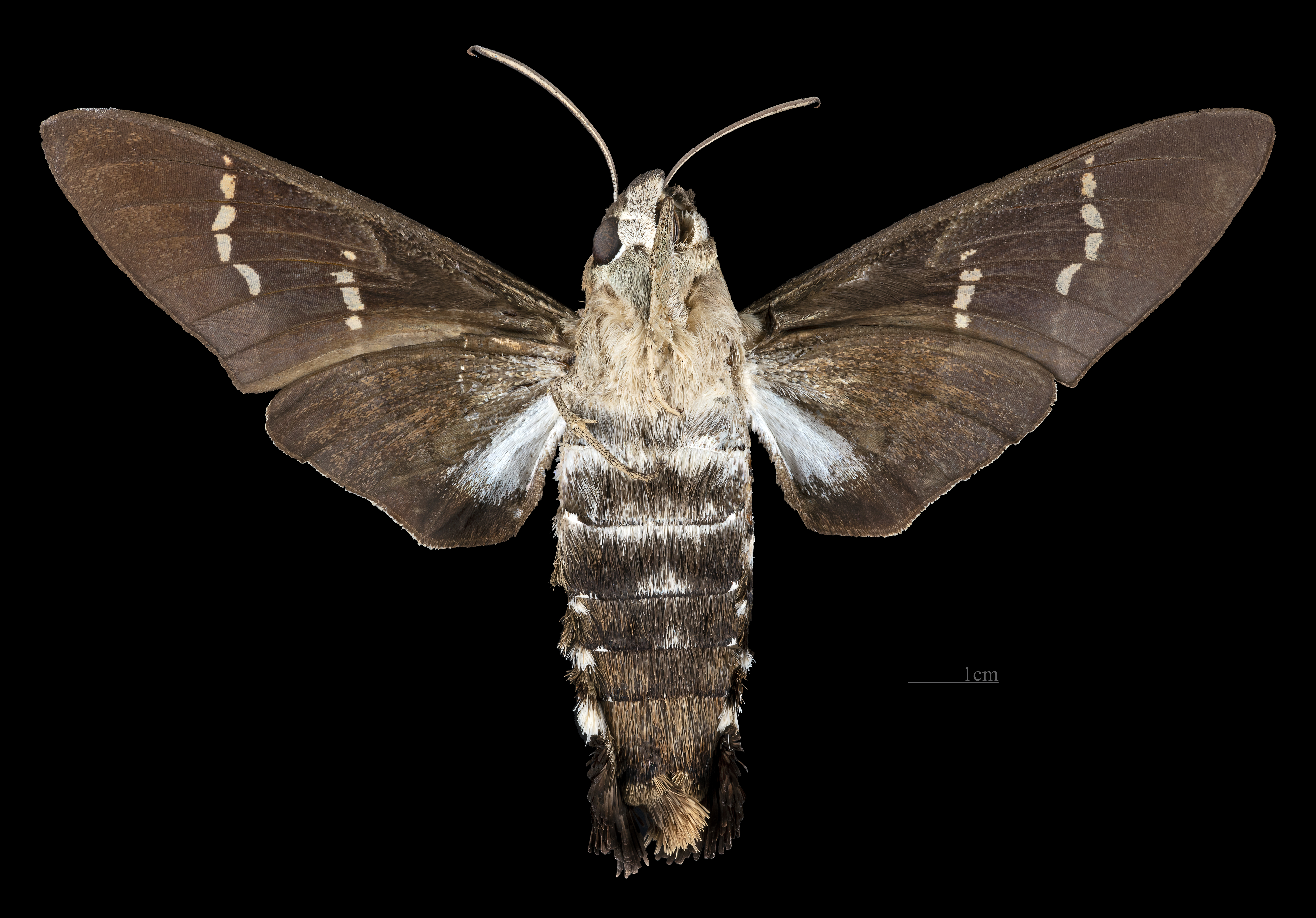
Aellopos titan   ♀ △

Adulții zboară tot anul în zona tropicelor. În partea de nord a arealului de răspândire, există o singură generație de adulți, din iunie până în octombrie. Adulții se hrănesc cu nectarul de la diverse specii de flori.
Larvele au ca principală sursă de hrană speciile Casasia clusiifolia, Cephalanthus occidentalis, Randia mitis, Randia monantha, Randia aculeata, Albizzia adinocephala și Randia grandifolia.

## Subspecii
- Aellopos titan titan
- Aellopos titan cubana (Clark, 1936) (Cuba)